# Diocese de Campo Maior
A Diocese de Campo Maior (em latim: Dioecesis Campi Maioris) é uma Circunscrição Eclesiástica da Igreja Católica no estado do Piauí. Diocese sufragânea da Arquidiocese de Teresina, da região eclesiástica Nordeste 4 da CNBB (Conferência Nacional dos Bispos do Brasil).

## História
Tudo começou com a Igreja de Santo Antônio em Campo Maior-PI, que é a principal referência na formação da comunidade e onde teve início com a instalação da Fazenda Bitorocara no ano de 1695, propriedade do então Sargento-Mor Bernardo de Carvalho e Aguiar, reconhecido por Lei municipal como “O FUNDADOR DE CAMPO MAIOR”.
A ideia da construção da igreja de Santo Antonio se deu com a chegada do Padre Tomé de Carvalho, vindo de Oeiras, então capital da Província do Piauí, no ano de 1710, que sugeriu a Bernardo, homem de fé, a construção de uma igreja, já que outras fazendas se instalaram nos arredores.
Prontamente tendo o seu pedido aceito, contando com recursos próprios e ajuda de voluntários, providenciou todo o material e o templo foi edificado sob acompanhante do Padre Tomé de Carvalho, tendo o santo padroeiro, escolhido por Bernardo, “Santo Antônio de Pádua“, em homenagem a Portugal onde nasceu Fernando de Bulhões.
Assim, o ato de inauguração e benção oficial aconteceu no dia 12 de novembro de 1712, tendo o Padre Tomé de Carvalho celebrado a primeira Missa Eucarística após a afixação da imagem de Santo Antônio e que, nesse mesmo ano, instalou a Freguesia de Santo Antônio do Surubim.
A igreja foi o prédio principal da Freguesia de Santo Antonio do Surubim e as reuniões da comunidade ali eram feitas. Entre os fatos de maior importância em torno da igreja destacam-se:
- A instalação da Vila de Santo Antonio do Surubim no dia 08 de agosto de 1762, data em que o município reconhece como aniversário de Campo Maior-PI. Presidindo a assembléia geral estava o 1º Governador da Província, João Pereira Caldas, que autorizou a época a construção de um pelourinho;
- Serviu como local de orientação aos que se prepararam para defender o Brasil, pela manutenção da independência do Brasil, no confronto sangrento entre os nacionalistas e o exercito de Fidié, no dia 13 de março de 1823. Na igreja, os líderes Luis Rodrigues Chaves e João da Costa Alecrim, prepararam homens com espírito patriótico para o combate que culminou com a Batalha do Jenipapo e o rompimento definitivo com Portugal;
- No largo da igreja, hoje, a nossa bonita Praça Bona Primo, foi dada a importante notícia da emancipação da Vila de Santo Antonio do Surubim, com o nome de Campo Maior, decreto Nº 1, do primeiro governador republicano General Taumaturgo de Azevedo, no dia 28 de dezembro de 1889;
- Outro fato importante foi a chegada do Padre Mateus Rufino, grande líder religioso, no ano de 1941, quando algumas decisões importantes foram tomadas para melhorar a vida dos paroquianos;
- A paróquia foi elevada à condição de Diocese, transformando o templo em catedral, no dia 12 de junho de 1976 pelo Papa Paulo VI. Em 2004 contava 297.365 batizados de seus 321.220 habitantes (conforme Anuário Pontifício 2005).

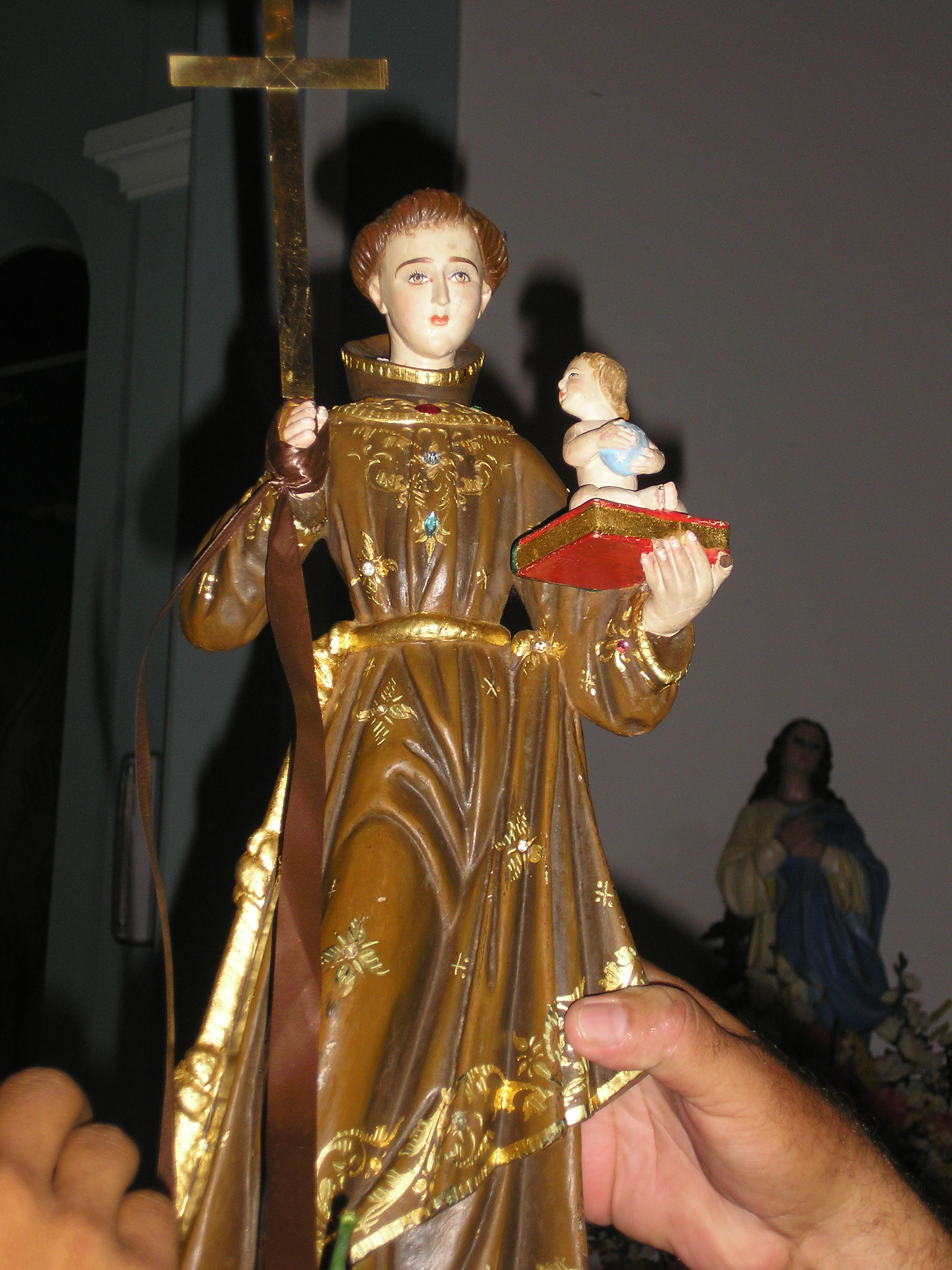
Imagem de Santo Antônio de Pádua encontrada na Catedral.

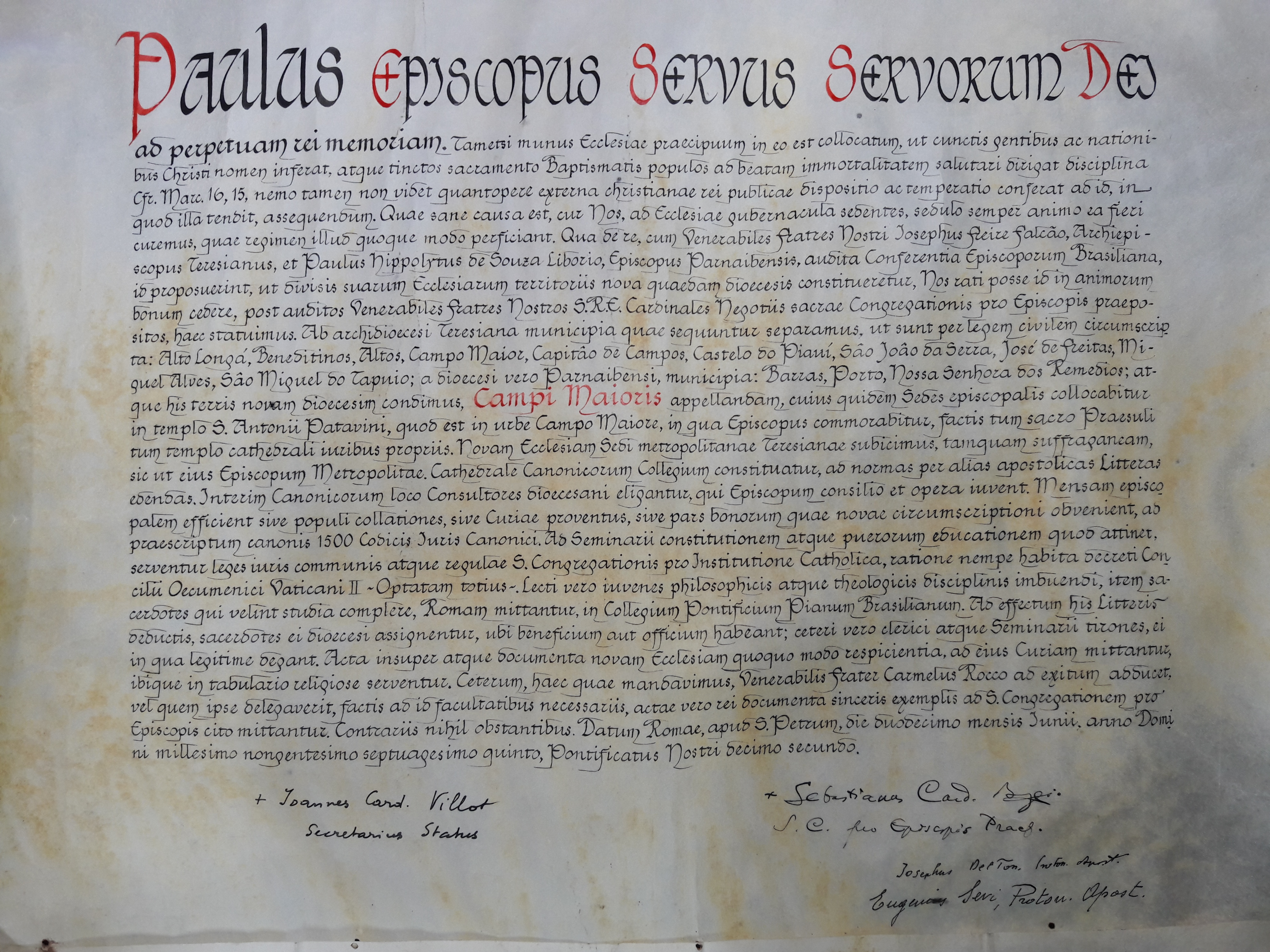
Imagem original da Bula de Criação da Diocese de Campo Maior.

Foi criada pela bula papal Tametsi Munus Eccclesiae:
| “ | Paulo, Bispo, Servo dos servos de Deus para perpétua memória do acontecimento. Se bem que o principal Manus da igreja consiste em levar o nome de Cristo a todas as gentes e nações e pela disciplina dirija à feliz imortalidade todos os povos banhados pelo salutar sacramento do Batismo (conf.Mc 16, -15) ninguém, no entanto, deixa de ver até que ponto a administração do bem público e a gestão do interesse coletivo impelem a perseguir aquilo que deve ser conseguido. Esta é a causa pela qual Nós zelamos por tudo que diz respeito ao governo da igreja, cuidadosamente. Tenhamos sempre ânimo de despender todo esforço para conseguir tudo aquilo que, de qualquer modo, leve a aperfeiçoar o que deve ser alcançado. Pelo que, a este respeito, como os nossos veneráveis Irmãos José Freire Falcão, Arcebispo de Teresina e Paulo Hipólito de Souza Libório, Bispo de Parnaíba, depois de ouvida a Conferencia dos Bispos do Brasil, propuseram o seguinte: que fossem divididos os territórios de suas igrejas e fosse criada uma nova diocese. Nós, a fim de acender e retificar para o bem das almas e depois de ouvidos Nossos Veneráveis Irmãos S.R.E. Cardeais da Sagrada Congregação pronto a serviço dos Bispos, nós estabelecemos o seguinte: Separamos da Arquidiocese de Teresina, delimitados de acordo com a lei civil, os seguintes municípios: Alto Longá, Beneditinos, Altos, Campo Maior, Capitão de Campos, Castelo do Piauí, São João da Serra, José de Freitas, São Miguel do Tapuio; da Diocese, porém, de Parnaíba, os municípios: Barras, Porto, Nossa Senhora dos Remédios e com estas terras criamos a nova Diocese e ser chamada de “Campo Maior”, cuja Sede Episcopal será colocada no Templo de Santo Antônio de Pádua que está situado na cidade de Campo Maior, onde o bispo morará e, portanto, por direito de fato, seja ele o Principal Prefeito da Igreja Catedral. Subordinamos a Nova Igreja à Sede Metropolitana de Teresina como sufragânea. Constitua-se o Cabido dos Cônegos da Catedral de acordo com as normas expedidas por outras Letras Apostólicas. Por ora, em lugar dos Cônegos sejam escolhidos os Consultores Diocesanos para que ajudem ao Bispo com seus trabalhos e sugestões. Provenham a mesa episcopal através de contribuições do povo, ou pelos proventos da Cúria ou em parte pelos bens que couberem à nova circunscrição, em conformidade com as prescrições, em conformidade com as prescrições do Cânon 1500 do Código do Direito Canônico. No que toca a constituição do Seminário, à educação dos jovens, que sejam observadas as leis do direito comum e as regulamentações da Sagrada Congregação em favor das Instituições Católicas e em consonância com os Decretos do Concilio Ecumênico Vaticano II, “Optatam Totius”. Sejam escolhidos jovens estudantes de filosofia e teologia, bem como, sacerdotes que desejem complementar estudos e sejam enviados a Roma para o Pontifício Colégio Pio Brasileiro. Em conseqüência destas Letras, sejam incardinados nesta diocese os sacerdotes que aqui tenham beneficio ou oficio; outros clérigos bem como seminaristas que de fato nela moram. Além disso, as atas e os documentos que de qualquer maneira tenham relação com a nova igreja sejam remetidos á Cúria e aí sejam conservados diligentemente ao Arquivo. Finalmente, todas estas causas que mandamos o nosso venerável Irmão Carmine Rocco executar ou aquele que ele próprio delegar, feito o necessário a estas faculdades com exemplo de lealdade sem demora seja enviado a Sagrada Congregação para os Bispos, os documentos do acontecido. Nada obstando em contrário. Dado em Roma junto a São Pedro, no dia 12 do mês de junho do ano do Senhor de 1975, décimo segundo do nosso Pontificado. | ” |

## Lista de Bispos
|        | Nome                                           | Período                  | Notas                                |
| Bispos | Bispos                                         | Bispos                   | Bispos                               |
| ------ | ---------------------------------------------- | ------------------------ | ------------------------------------ |
| 3°     | Francisco de Assis Gabriel dos Santos, C.Ss.R. | 2017-2025                | Nomeado Bispo de Cajazeiras          |
| 2°     | Eduardo Zielski                                | 2000-2016                | Nomeado Bispo de São Raimundo Nonato |
| 1°     | Abel Alonso Núñez, O. de M.                    | 1976-2000                |                                      |
|        |                                                | Administrador apostólico |                                      |
|        | Raimundo Nonato Cruz Duarte                    | 2016-2017 2025-          |                                      |

## Estatísticas
A diocese ao término do ano de 2004 possuía uma população de 321.220 pessoas e contava 297.365 batizados, correspondente a 92,6% do total.

## Galeria

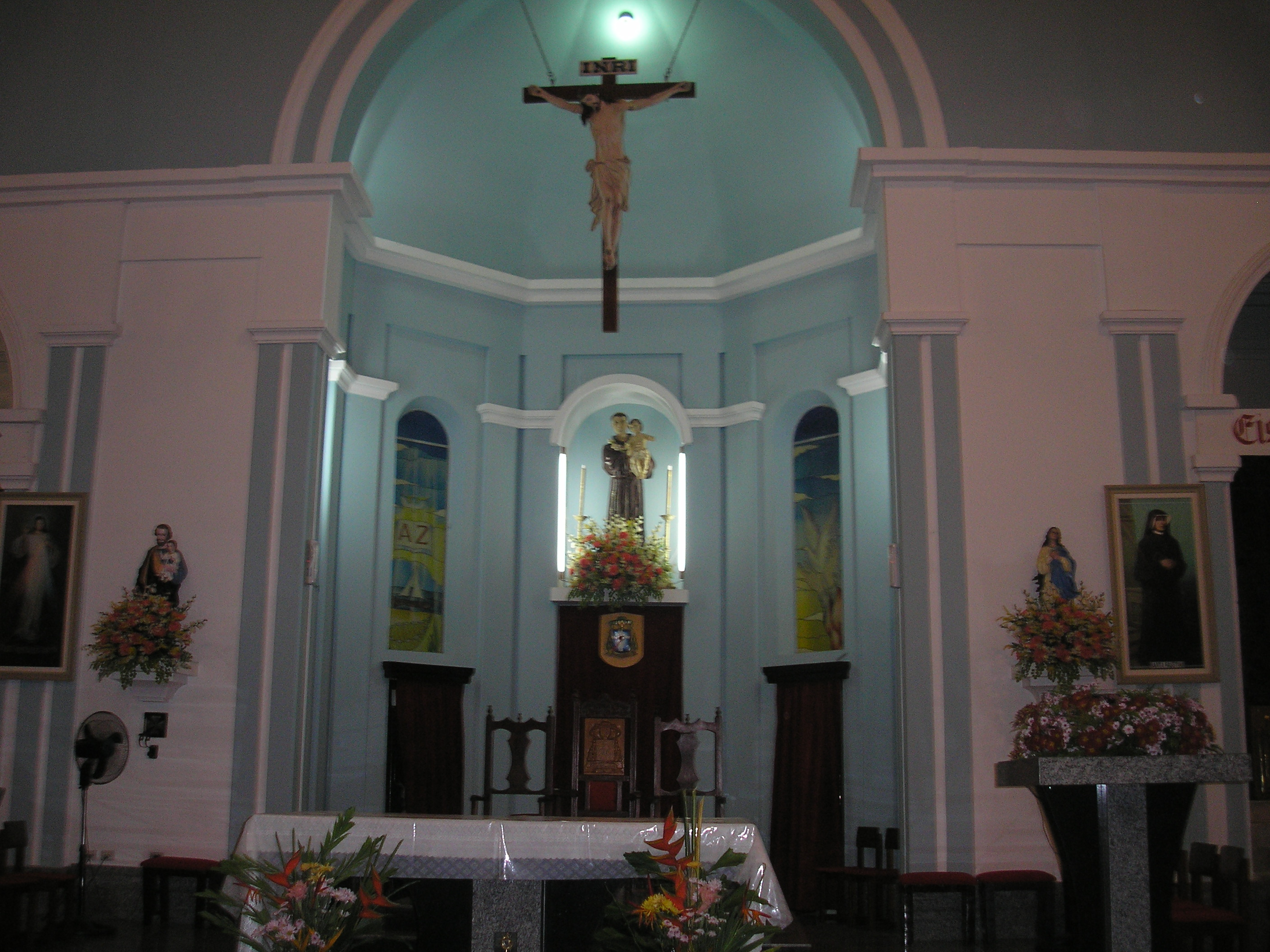
Altar-mor da Catedral de Santo Antônio (Campo Maior), sede da Diocese.
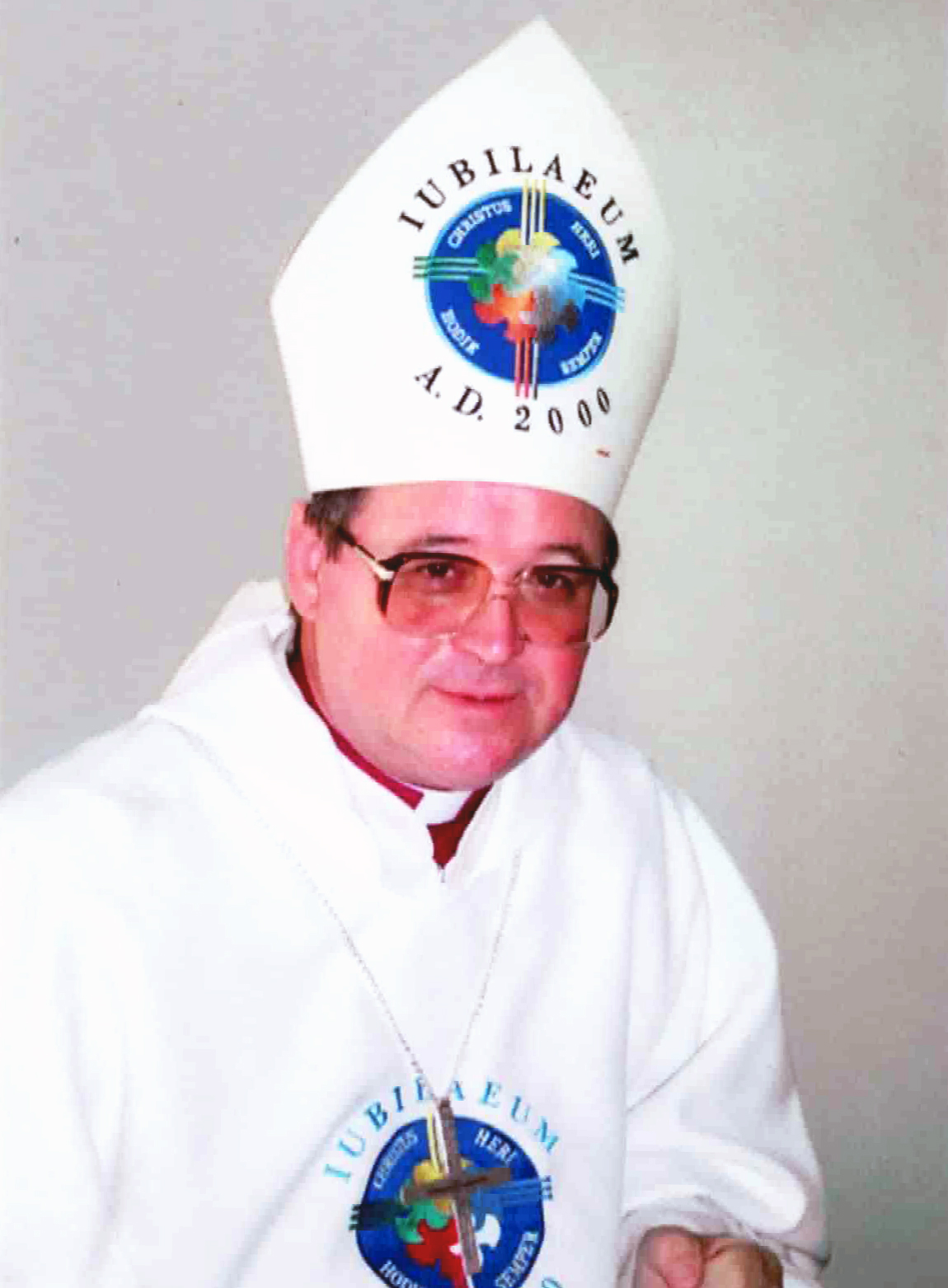
Dom Eduardo Zielski, foi o segundo bispo diocesano de 2000 a 2016. Atual bispo da Diocese de São Raimundo Nonato.
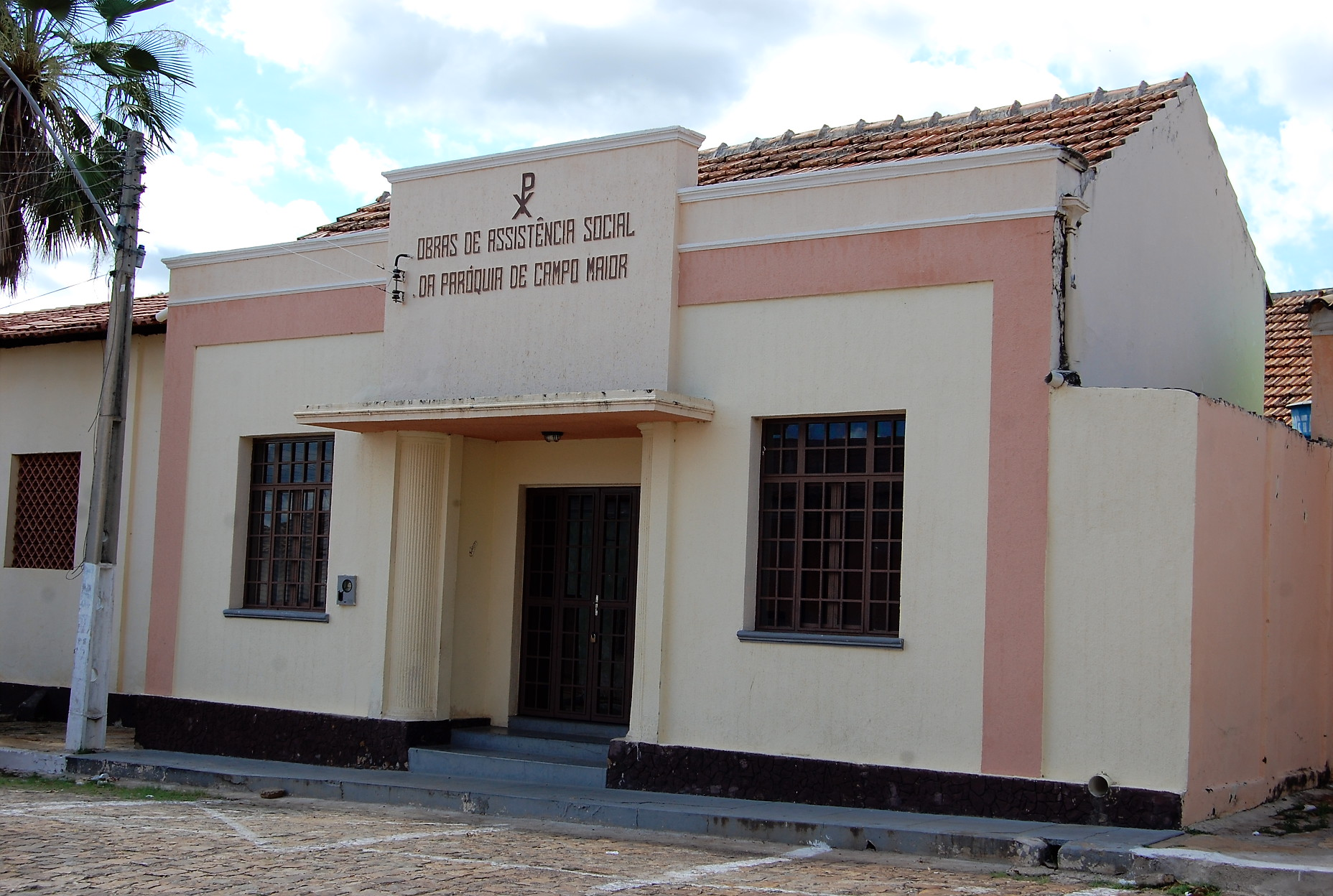
Pórtico do Salão Paroquial da Diocese de Campo Maior.
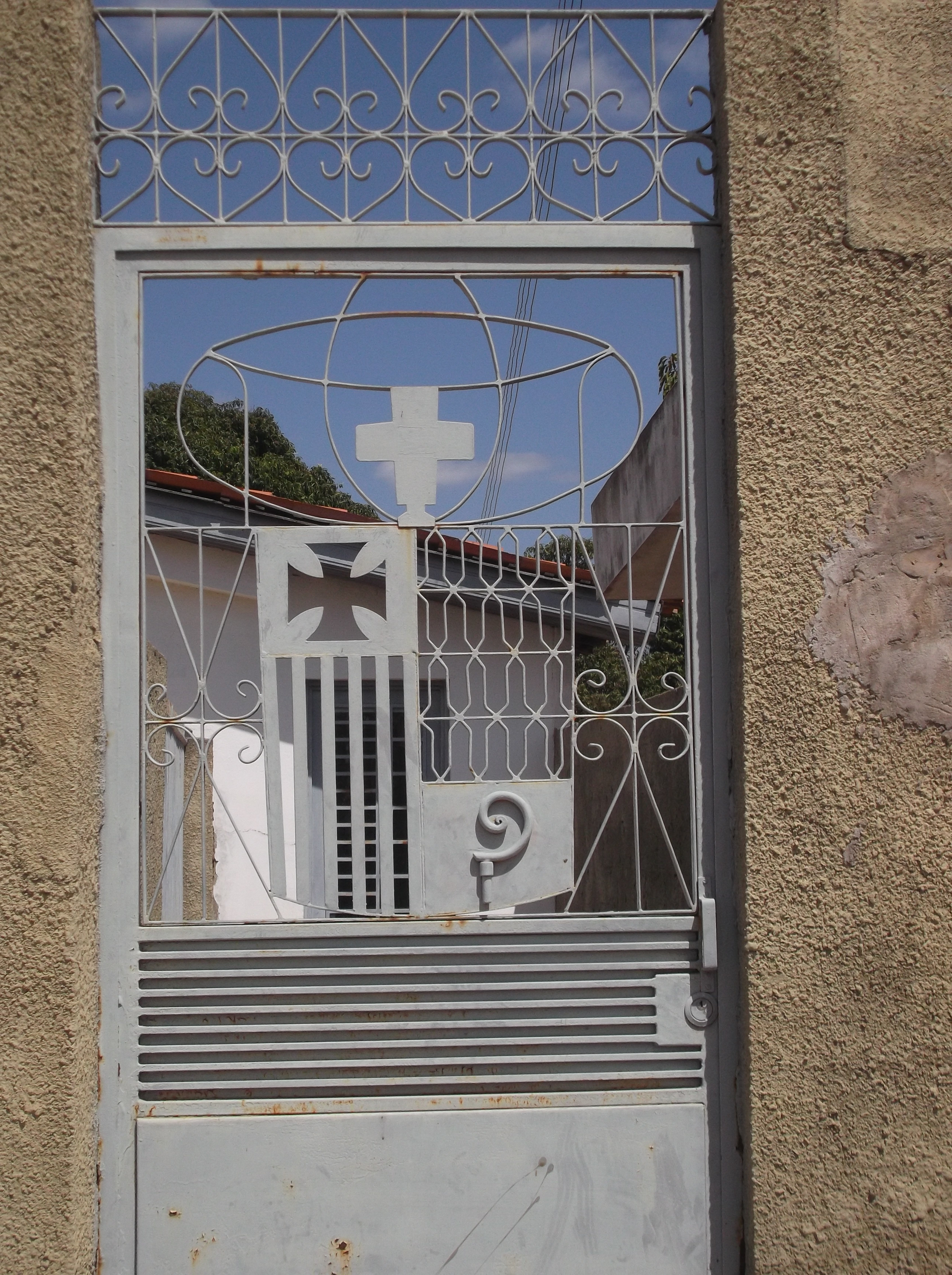
Brasão de Dom Abel Alonso Nuñes no portão da frontaria da residência bispal.
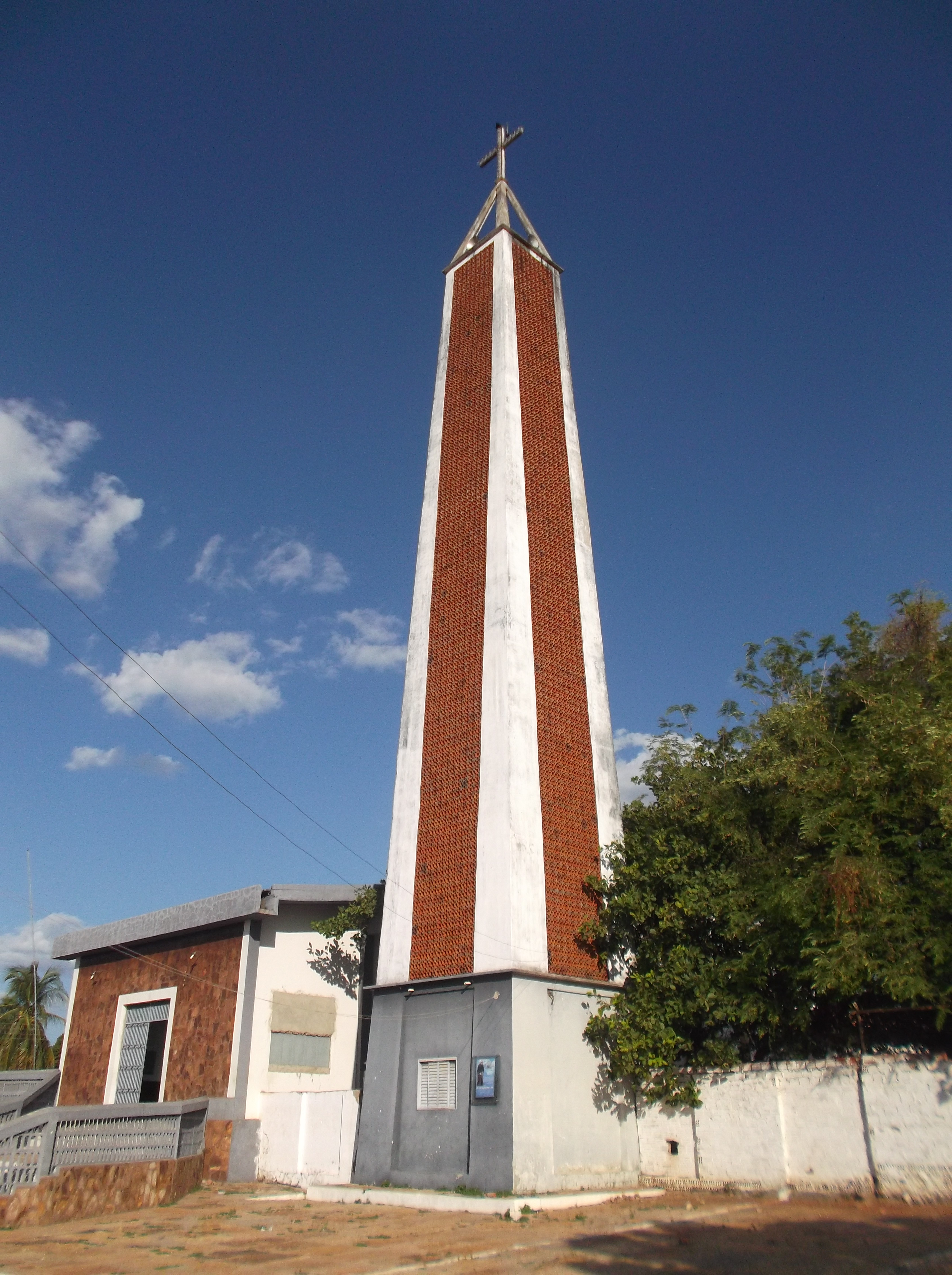
Obelisco do Bairro de Fátima construído pela Diocese de Campo Maior em 1994.
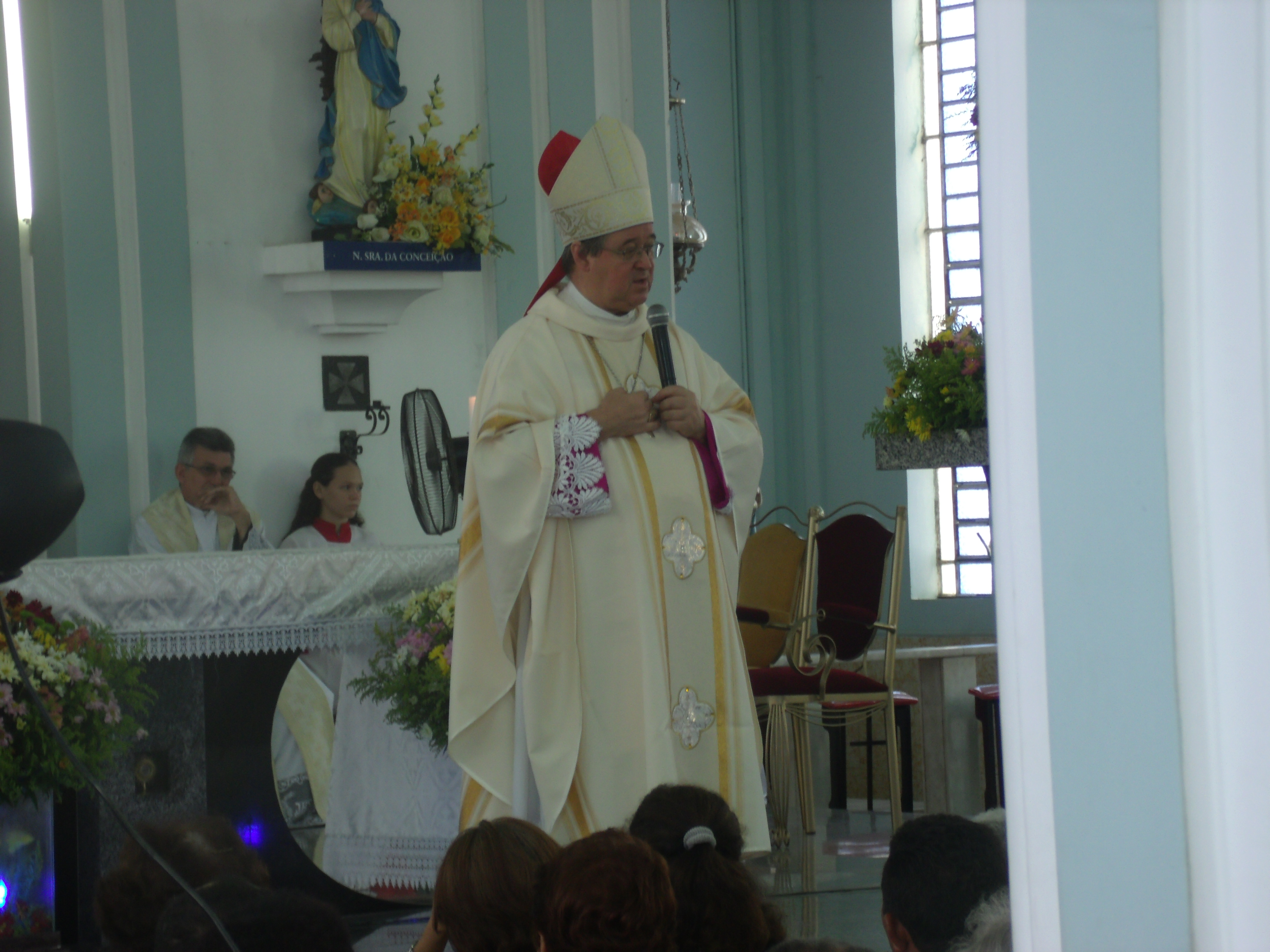
Dom Eduardo, ex-bispo diocesano, em celebração.
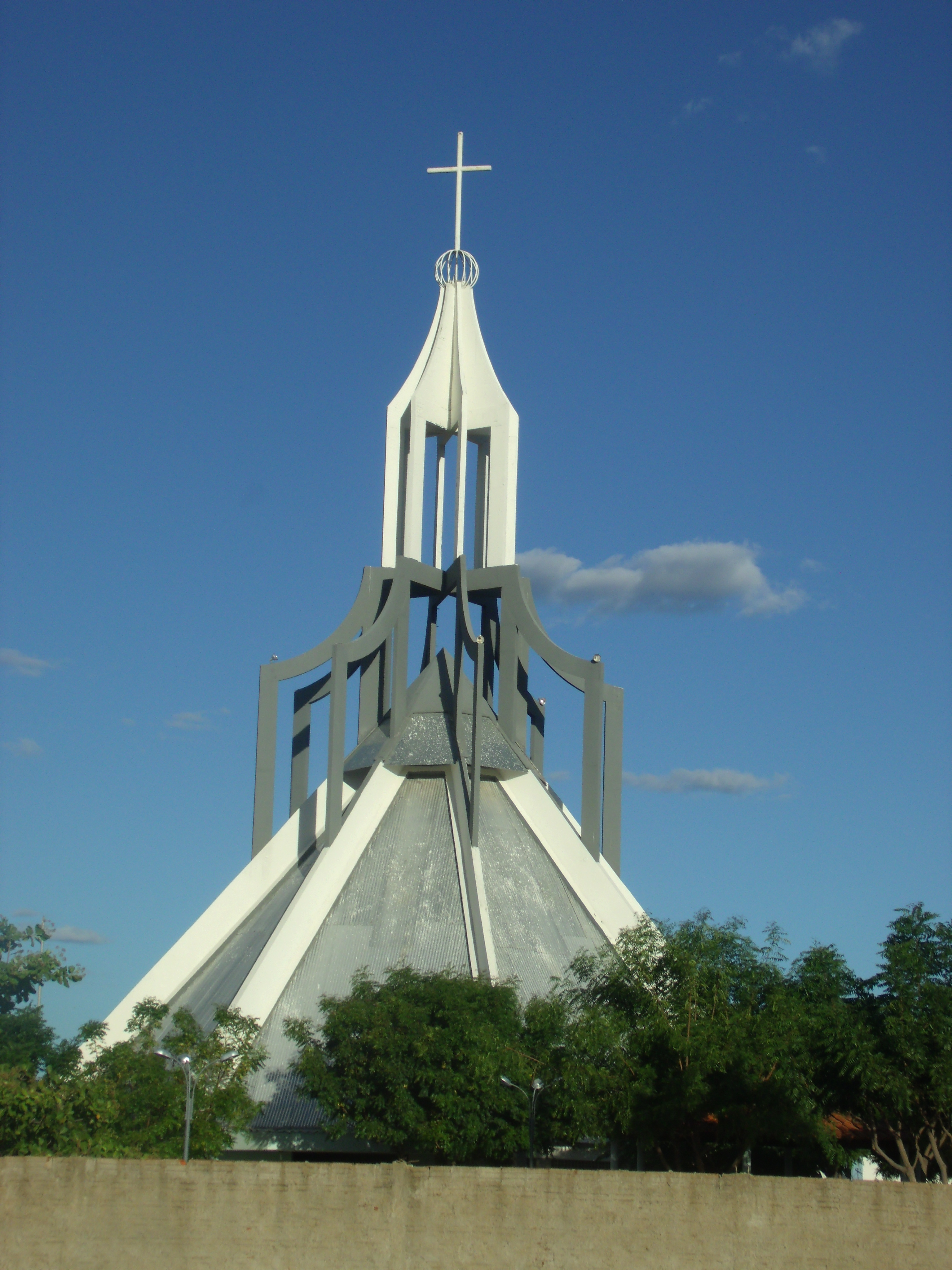
Templo-monumento do bairro FRIPISA.
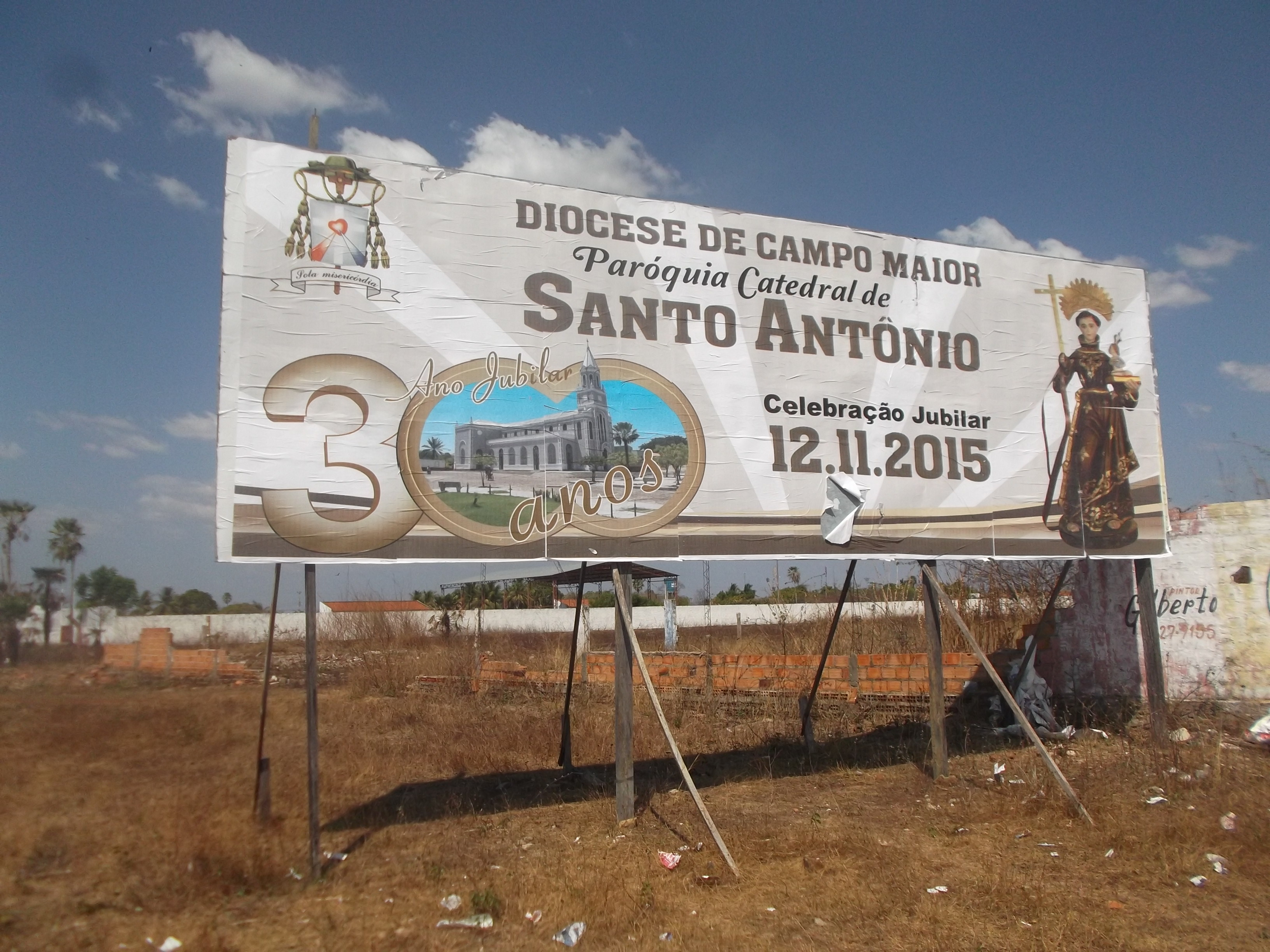
Mídia do jubileu dos 300 anos.
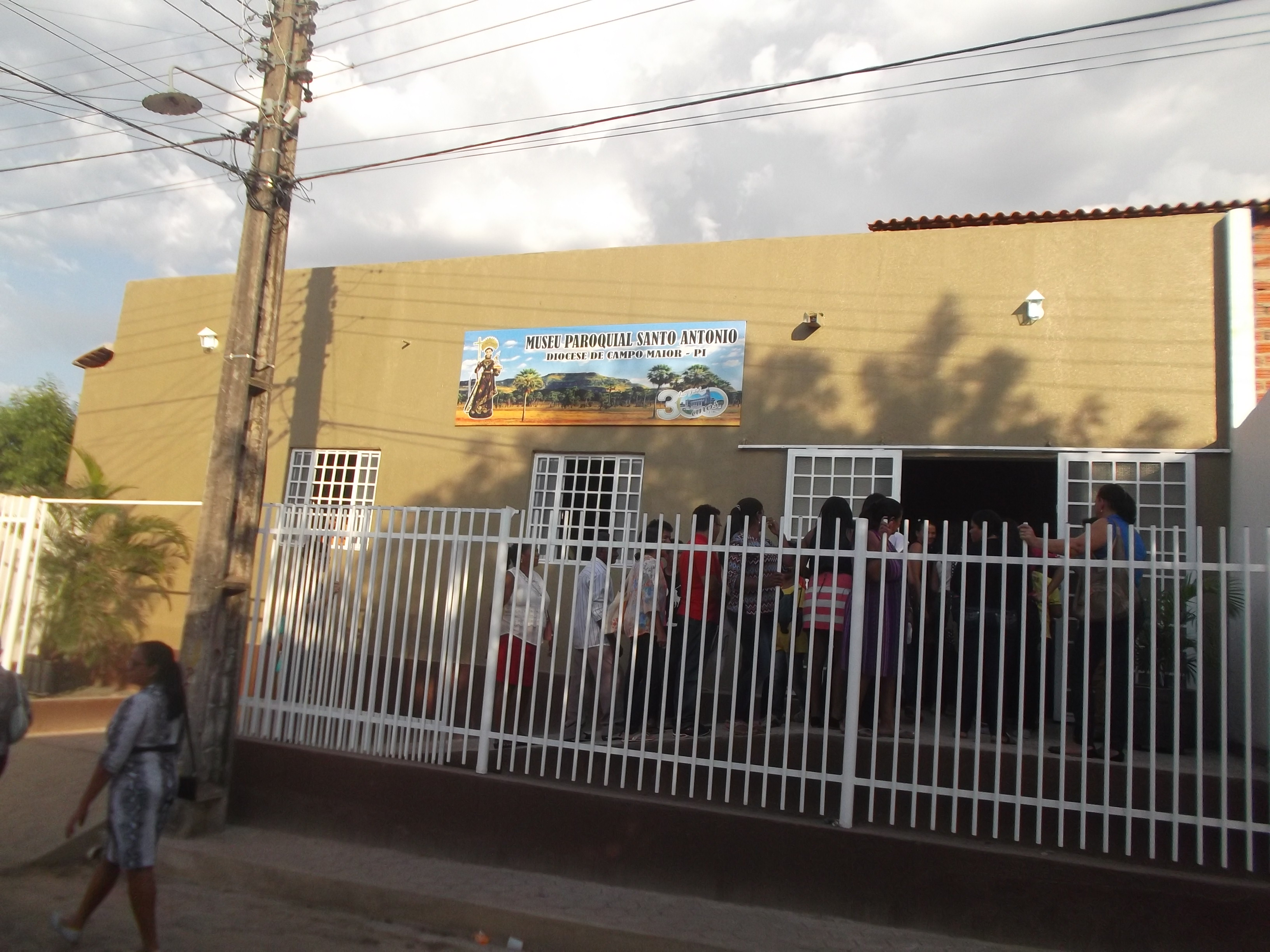
Museu da Diocese de Campo Maior.
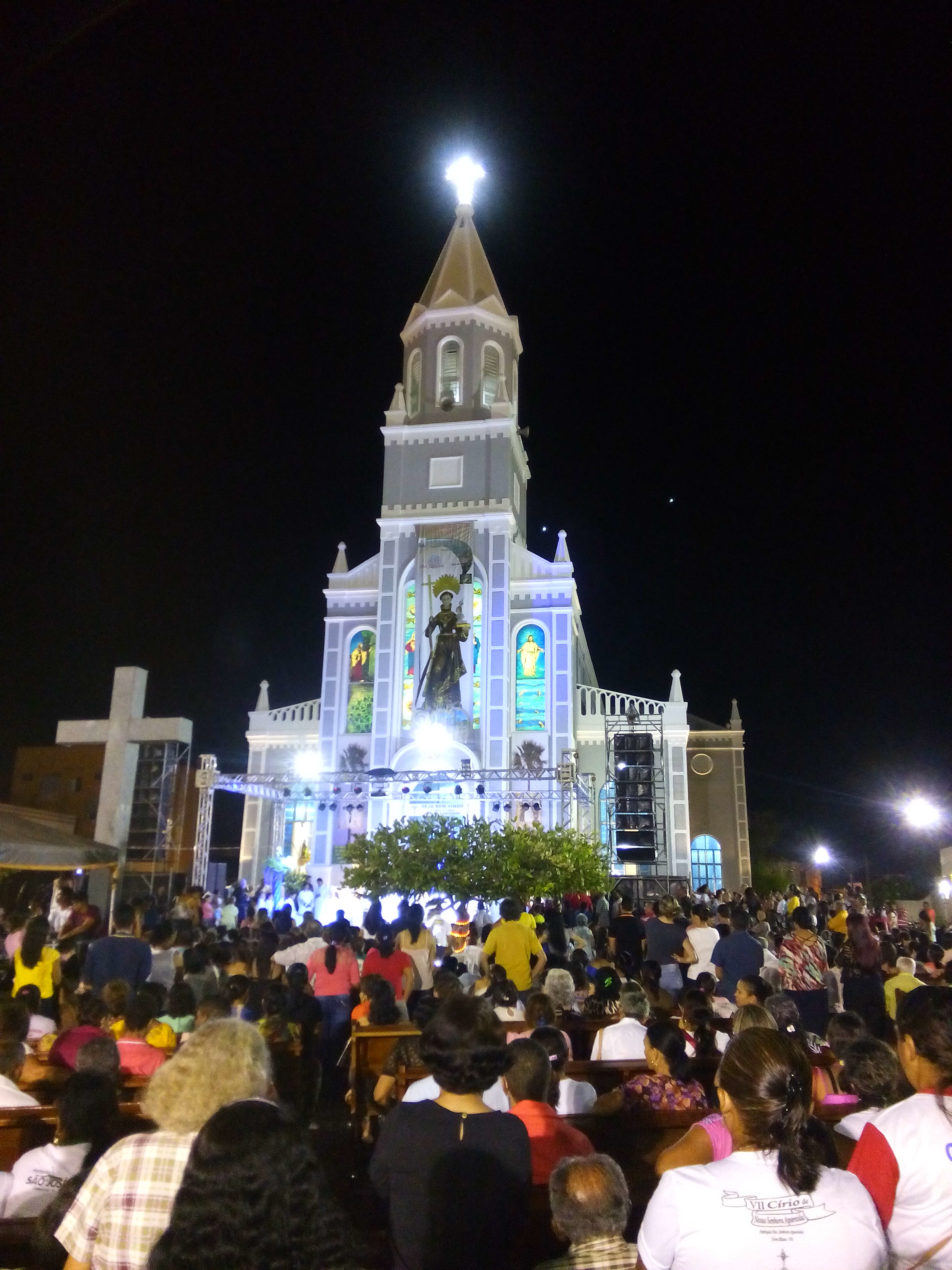
Celebração do jubileu dos 300 anos, em 12 de novembro de 2015.
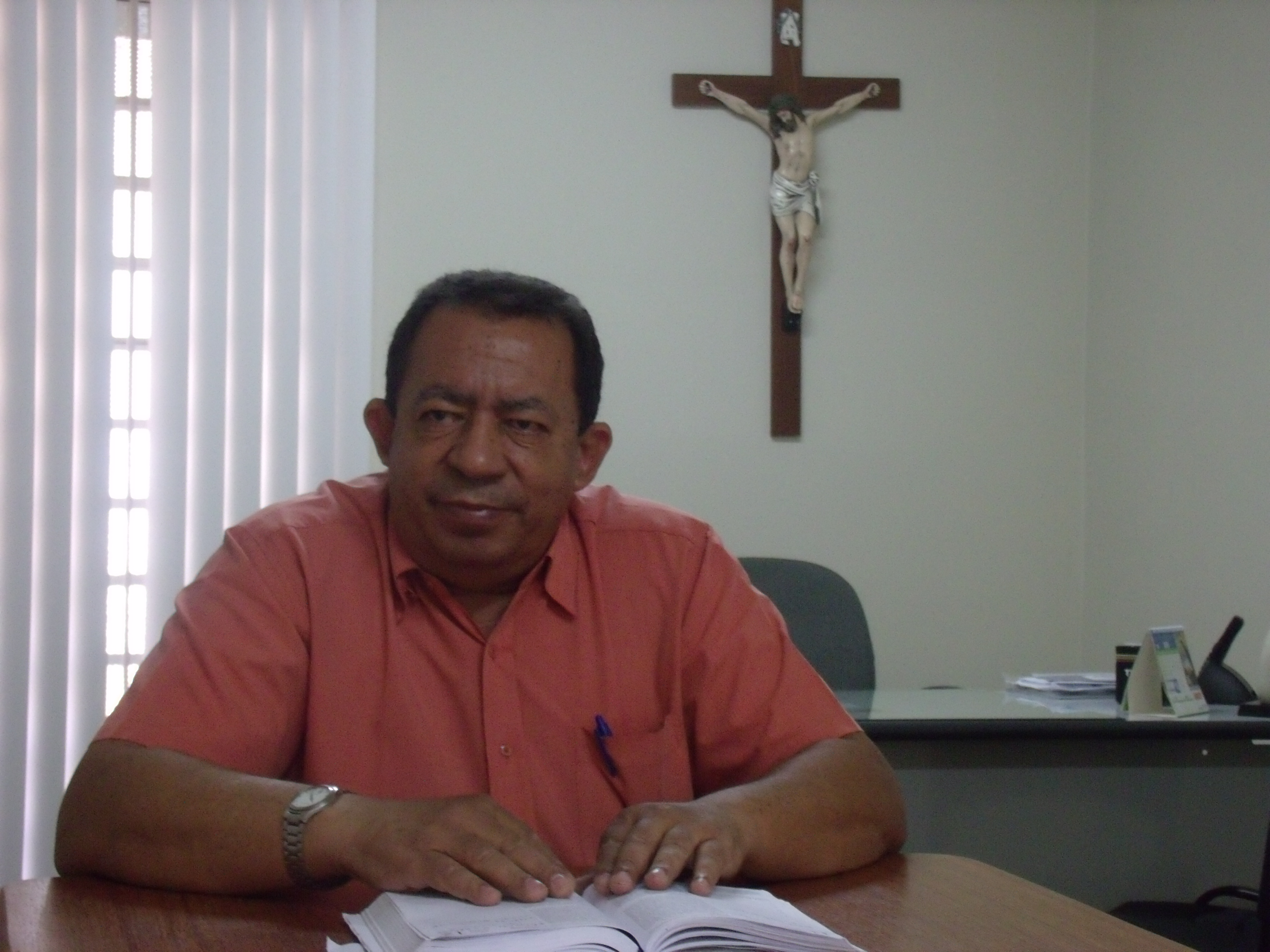
Padre Raimundo Duarte, que em abril de 2016, foi eleito o administrador diocesano em Diocese vacante.
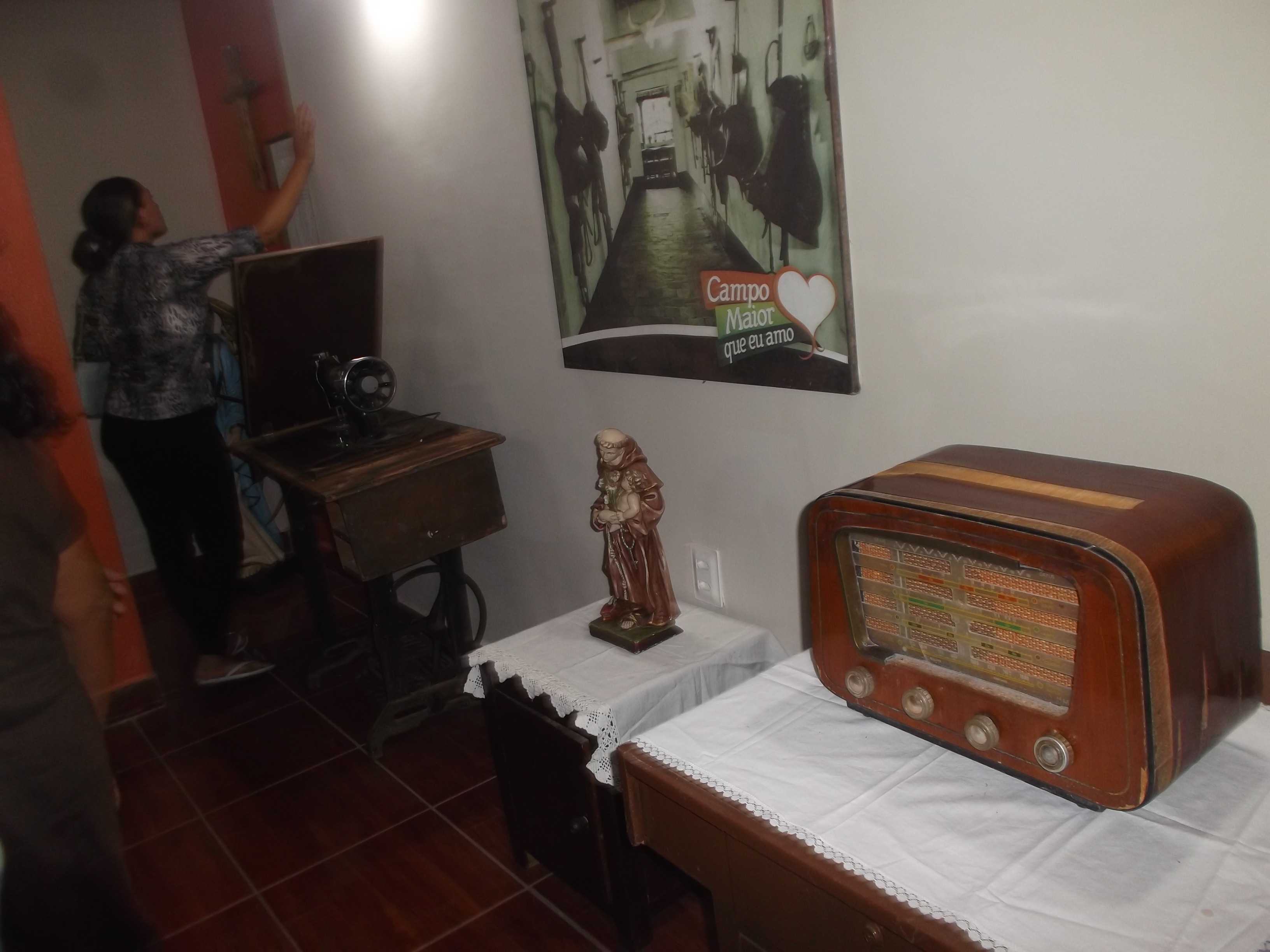
Interior do Museu da Diocese de Campo Maior.
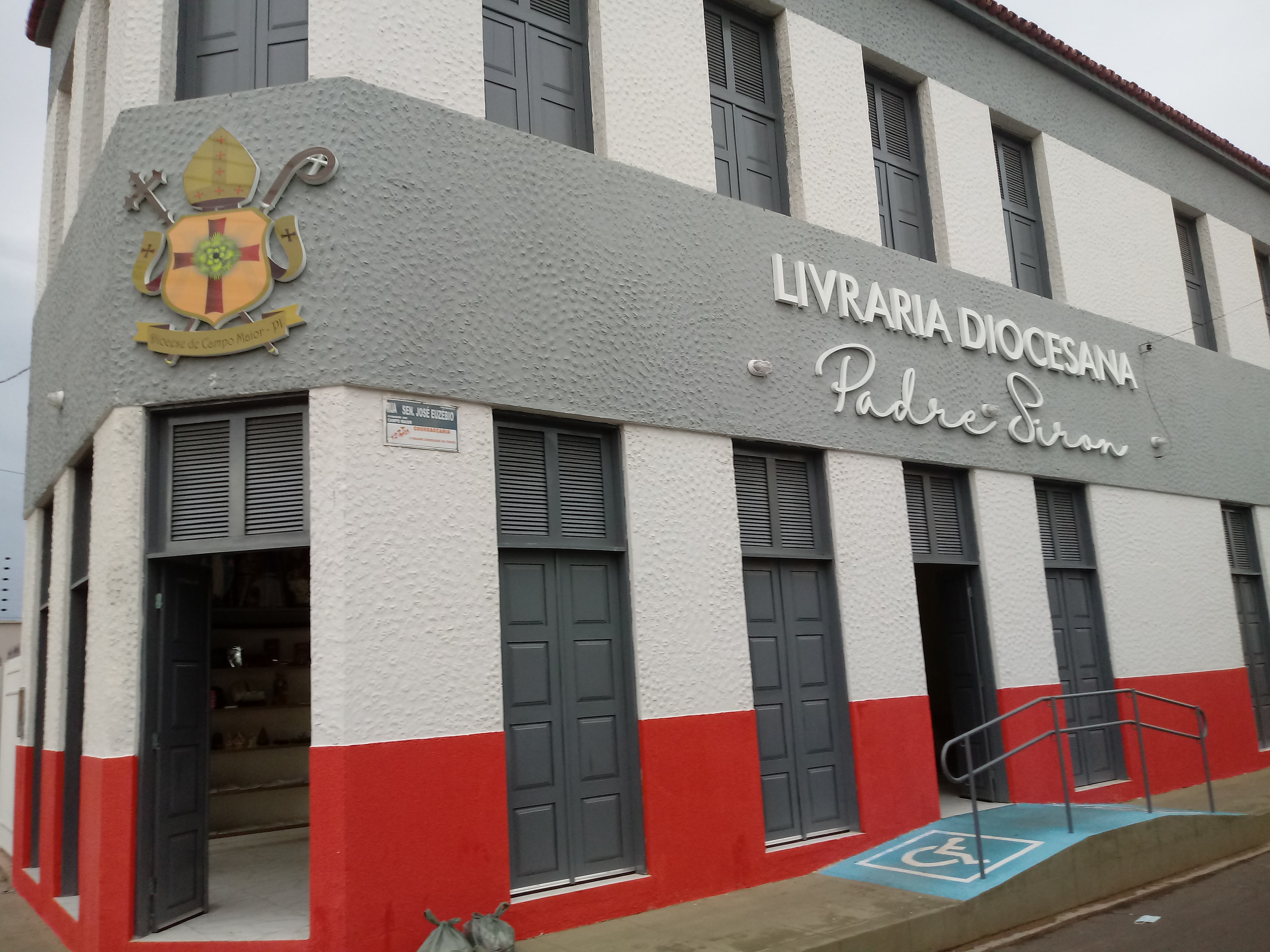
Livraria Diocesana.